# محرك متزامن

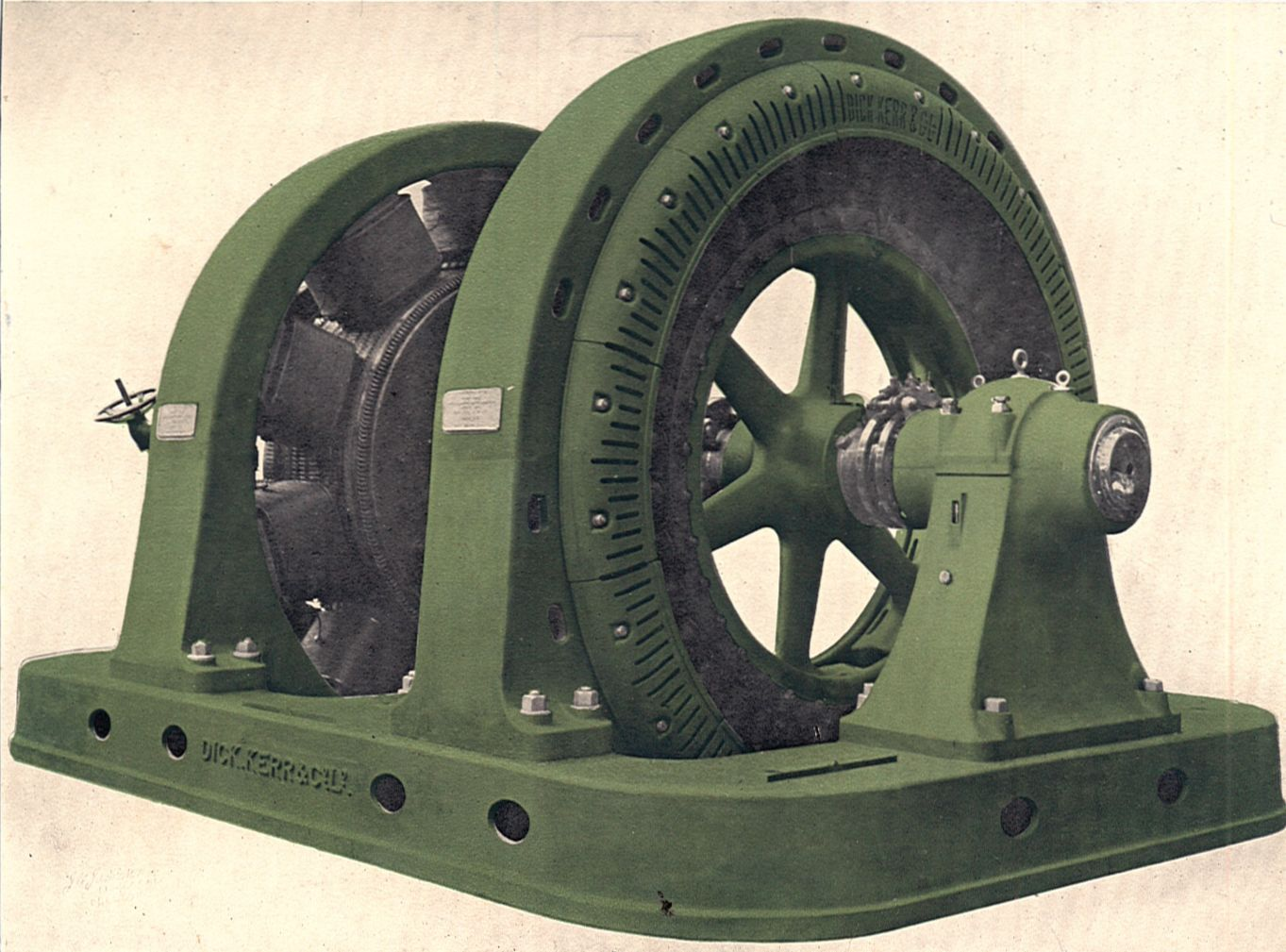
محرك - مولد تزامن يعمل للتحويل من تيار متردد إلى تيار ثابت.

محرك ذو ثلاثة أطوار، يغذى العضو الدوار (المركزي) بواسطة تيار مستمر.

المحرك المتزامن (بالإنجليزية: Synchronous motor)‏ هو محرك كهربي يحول الطاقة الكهربائية إلى طاقة حركية و ينتمي إلى مجموعة محركات التيار المتردد. وهو يتكون من عضوين دوار وساكن. ويعتمد في فكرة بناءه على تحريض فرداي للحث الكهرومغناطيسي. يشابه المحرك المتزامن المحرك الحثي في أن تيار ملفات العضو الساكن يُنتج مجالا مغناطيسيا يساهم إلى جانب المجال المستحث - نتيجة مرور تيار كهربي في دائرة الدوار - في إنتاج عزم دوران، فيدور المحرك الكهربائي.
يحتوي العضو الساكن في محرك التزامن على مغناطيسات كهربائية تشكل مجالا مغناطيسيا دوارا وهذا المجال المغناطيسي يدور بنفس تردد التيار. ويدور العضو الدوار تابعا لهذا المجال المغناطيسي بنفس المعدل.
المحرك الكهربائي المتزامن يجعل العضو الدوار يدور بسرعة ثابتة. وتعتمد سرعة دورانه على عدد أزواج الأقطاب لكل طور وعلى تردد التيار - كما في حالة المحرك الحثي ذو القفص السنجابي. فعدد أقطاب الساكن وتردد تيار التشغيل يحدد سرعة المحرك الدائمة فهي لا تزيد أو تنقص، مما يعني أن سرعته لا تتأثر بثقل التحميل.
تستخدم المحركات التزامنية الصغيرة في الساعات الكهربائية ومنبهات الوقت وفي أجهزة الدوران الثابتة السرعة مثل أجهزة تسجيل الصوت وغيرها.

## طريقة عمله

حركة محرك تزامني يعمل بالتيار المتردد.

هو محرك يعمل بالتيار المتردد. يعتمد عدد دورات المحرك المتزامن في الثانية (أو في الدقيقة) على عدد أزواج الأقطاب لكل طور وتردد الجهد الكهربائي. إذا كانت ملفات العضو الساكن ثلاثة - وهذا هو التصميم المعتاد لمحرك التيار المتردد - فيعتبر عدد أزواج الأقطاب فيه 1 (قطب الساكن وقطب الدوار).
يتولد المجال المعناطيسي للعضو الدوار عن طريق مغناطيس ذاتي (أو مغناطيس كهربائي يأتيه التيار من مبادل كهربائي بواسطة فرشتين ). وتعمل ملفات العضو الثابت بتيار متردد (أنظر محرك كهربائي).
عند تشغيل المحرك التزامني يدور المجال المغناطيسي للعضو الثابت في الحال بسرعة تردد التيار (تزامن). أما العضو الدوار فيحتاج إلى زمن قصير لبدء حركته بسبب عزم القصور الذاتي. ولهذا يحتاج محرك التزامن لفترة أولية حتى تتنامى سرعته إلى أن تصل سرعة الدوران التزامنية. وعند اقتراب سرعة العضو الدوار من سرعة الدوران التزامنية يوصّل تيار العضو الدوار لكي
يتفاعل مجاله المغناطيسي مع المجال المغناطيسي للعضو الثابت ويستمر في الدوران.

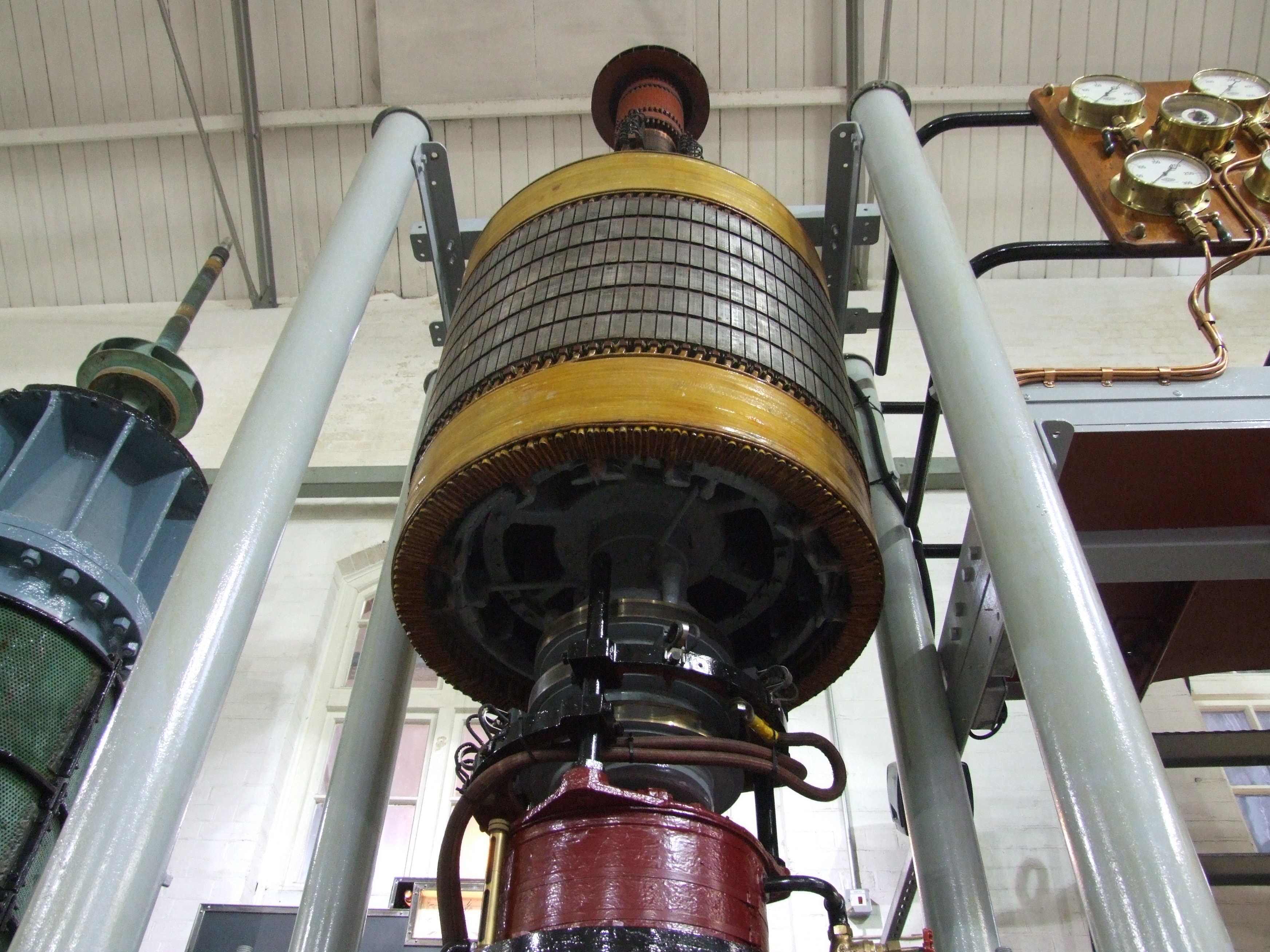
العضو الدوار لمحرك كبير. ترى حلقات الانزلاق أسفل الصورة.

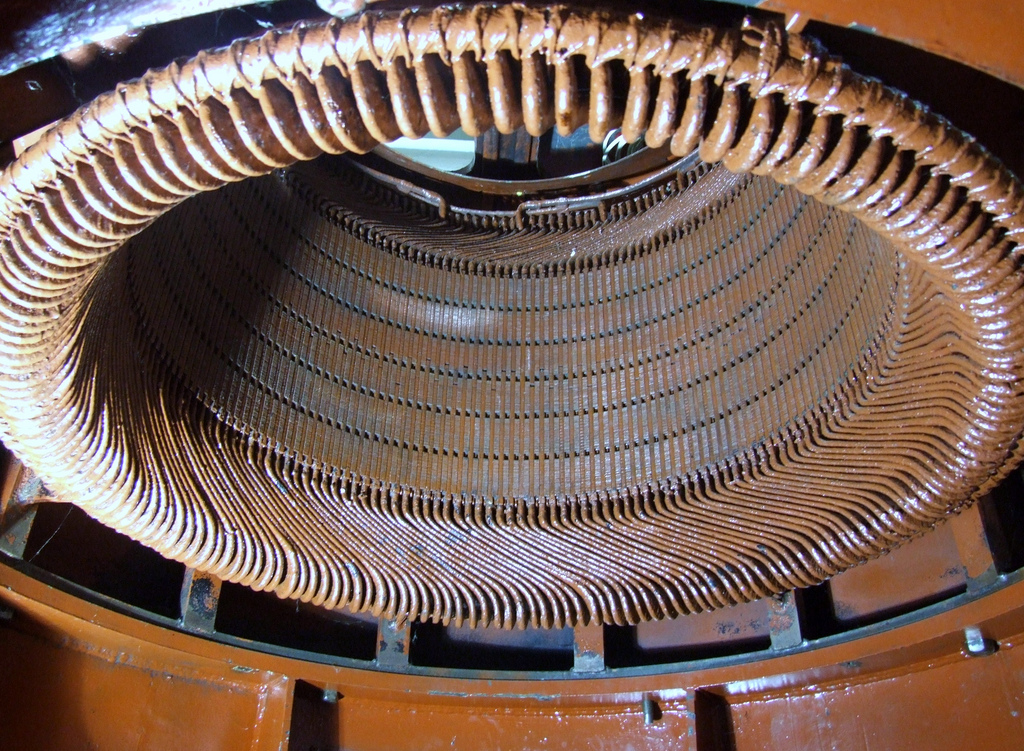
ملفات العضو الثابت لطلمبة ماء كبيرة

اتجاه دوران المحرك يحددها اتجاه دوران المجال المغناطيسي للعضو الثابت. ولكي نعكس اتجاه دوران المحرك فلابد من استبدال توصيلة طورين من الثلاثة أطوار على العضو الثابت.
كما يمكن لمحرك متزامن يعمل بمغناطيس ذاتي أن يقوم بعمل مولد كهربائي متزامن. مثال على ذلك دينامو الدراجة أو المولد الكهربائي للدراجة النارية. أما الآلات التزامنية التي تعمل في محطة توليد كهرباء، أو التي تعمل في مولدات التيار للسيارة فهي تستخدم تيارا خارجيا لتموين المغناطيس الكهربائي في العضو الدوار بدلا من المغناطيس الذاتي.
يمكن تشغيل المحرك التزامني بواسطة تيار متردد ذو طور واحد، أو بواسطة تيار متردد متعدد الأطوار. ومن النادر وجود محركات متزامنة تعمل بتيار ذي طورين اثنين.

## سرعة الدوران
سرعة دوران محرك التزامن ال{\displaystyle N_{s}\,} تعتمد على تردد الجهد و عدد أزواج الأقطاب المغناطيسية :

{\displaystyle \mathbf {N_{s}} ={\frac {\mathbf {60} \mathbf {f} }{\mathbf {p} }}}
حيث:

{\displaystyle \mathbf {f} } تردد المصدر الكهربائي المتردد AC supply.

{\displaystyle \mathbf {p} } عدد الأقطاب المغناطيسية لكل طور.
كما يمكن صياغة سرعة الدوران كدالة للسرعة الزاوية :
,
{\displaystyle \mathbf {\omega _{s}} ={\frac {\mathbf {2} \pi \mathbf {f} }{\mathbf {p} }}}
حيث:

{\displaystyle \mathbf {\omega _{s}} } السرعة الزاوية وتقاس ب راديان/ ثانية.

### مثال
محرك تزامن يعمل بتيار ثلاثي الأطوار ذو تردد 50 هيرتز، وبه 6 أقطاب، فتكون سرعة الدوران :
{\displaystyle N_{s}={60\times {50} \over {6}}} = 1000 دورة في الدقيقة

## أنواعه
تنقسم المحركات التزامنية إلى نوعين :
- محركات مستثارة بمصدر جهد : هذا النوع عن المحركات الحثية تتطلب استثارته مصدرا خارجيا للجهد مستمرا، ولذلك يلزمه فرش وحلقات انزلاق لتزويد الدوار بالتيار.
- محركات غير مستثارة : ذاتية البدء ولا تتطلب مصدرا خارجيا لإنها تملك دائرة كهربية داخلية تتولى عملية البدء.

و السبب في أن المحرك المتزامن يحتاج دائرة بدء سواء مدمجة أو خارجية هو أنه لا ينتج العزم إلا عندما تصل السرعة إلى السرعة التزامنية التي يحددها التردد وعدد الأقطاب.
يمكن تشغيل المحرك التزامني بواسطة تيار متردد ذو طور واحد، وهذا ما يجري في المحركات الصغيرة مثل محركات الأدوات المنزلية من غسالات كهربائية وومراوح و شفاطات الغبار وغيرها. أما المحركات الكبيرة المستخدمة في المصانع والورش فهي تعمل ب تيار متردد متعدد الأطوار. ومن النادر وجود محركات تزامنية تعمل بتيار ذو طورين اثنين.

## وظائفه
يتمتع المحرك التزامني بكفاءة عالية في تحويل طاقة التيار المتردد إلى شغل ميكانيكي وفي وقت قصير. كما يستعمل هذا المحرك في تصحيح معامل القدرة وذلك لأن معامل قدرته تكون قريبة من الواحد، أو أنه معامل قدرة متقدم فيستعمل عمليات تحسين في بعض المولدات الكهربية.